# ريكاردو غاليغو
ريكاردو غاليغو (بالإسبانية: Ricardo Gallego)‏ ، من مواليد 2 فبراير 1959 ، لاعب كرة قدم إسباني سابق.
لعب مع منتخب إسبانيا لكرة القدم.

## روابط خارجية
- ريكاردو غاليغو على موقع الاتحاد الدولي (مؤرشف)  (الإنجليزية)
- ريكاردو غاليغو على موقع قاعدة بيانات كرة القدم.إي يو (الإنجليزية)
- ريكاردو غاليغو على موقع ناشيونال فوتبول تيمز (الإنجليزية)
- ريكاردو غاليغو على موقع عالم كرة القدم.نت (الإنجليزية)